# Dachroller

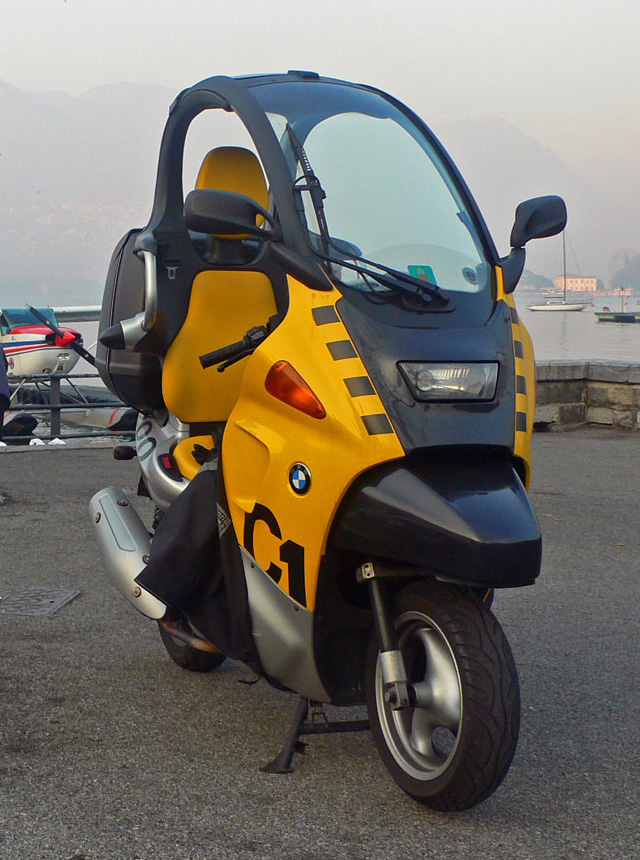
BMW C1

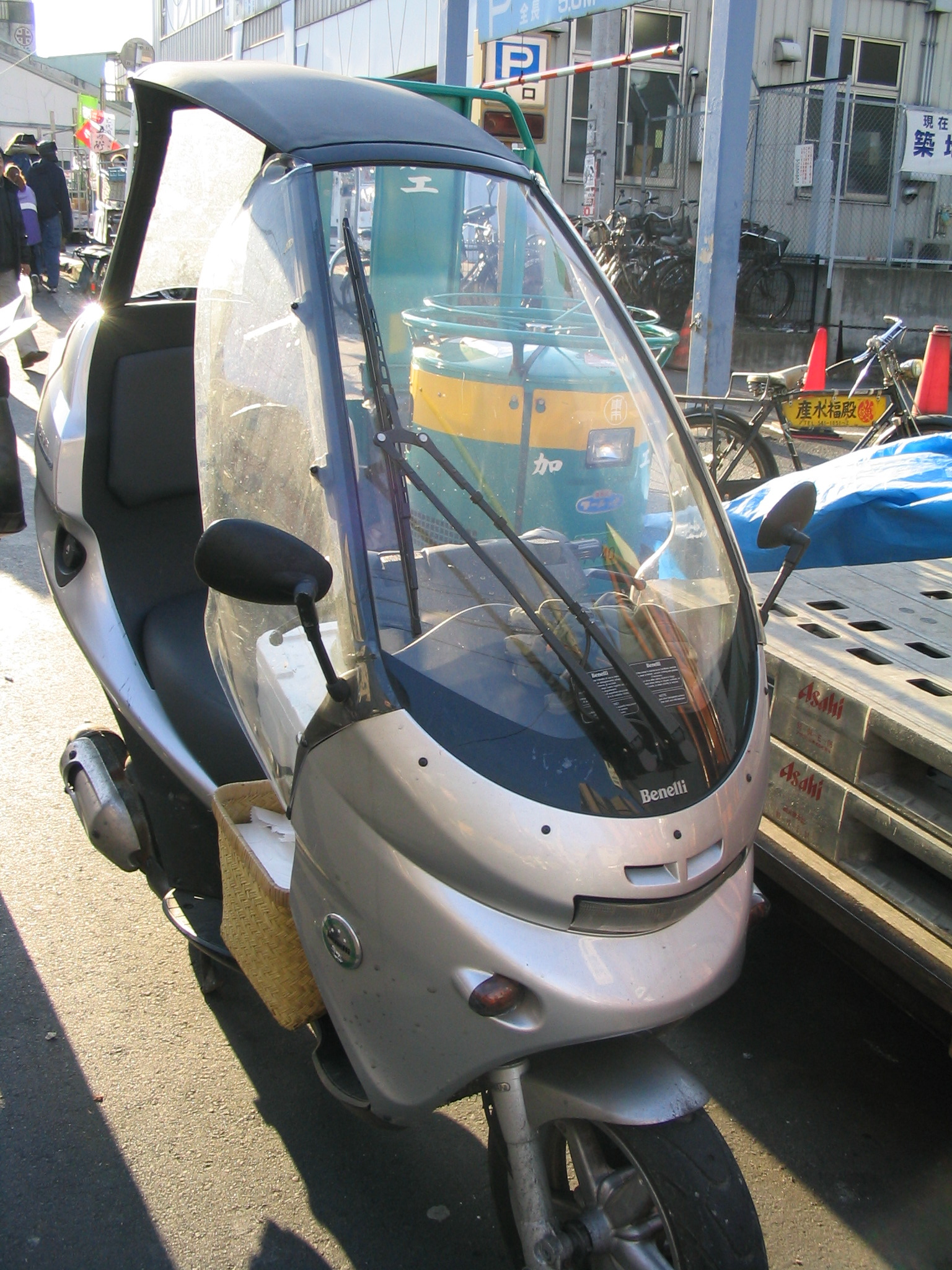
Benelli Adiva 125 / 150

Dachroller ist die Bezeichnung für einen Motorroller, der zum Schutz vor Wind und Regen ein Dach besitzt. Es ist eine offene Kabine am Fahrzeug montiert, die mit einer integrierten Windschutzscheibe und einem Scheibenwischer versehen ist. 
Das erste serienmäßig überdachte vertriebene Modell war der BMW C1 mit Verbrennungsmotor.
Weitere Dachroller sind der Benelli Adiva, welcher von 2001 bis 2006 angeboten wurde; sowie der Renault Fulltime 125.
Es werden in geringen Stückzahlen auch Dachroller mit Elektroantrieb vertrieben. 
Zulassungstechnisch werden diese Fahrzeuge je nach Hubraum des Motors als Mofa, Kleinkraftrad oder Motorrad geführt. 
Die meisten Modelle sind Zweiräder, aber auch Dreiräder sind zu finden. 
Vom Dachroller abzugrenzen ist der mit einer geschlossenen Kabine ausgestattete Kabinenroller.